# Movimiento campesino de Córdoba
El Movimiento Campesino de Córdoba, o MCC (nacido en 1999) es una agrupación que reúne a cerca de 1000 familias de productores rurales en la Provincia de Córdoba (Argentina) cuya misión es reivindicar la producción rural y la vida campesina, garantizar el acceso a los recursos, la salud, la educación y el derecho a la tierra, así como problematizar el acceso desigual de las mujeres campesinas.
También se propone luchar por condiciones más justas y equitativas de trabajo y asegurar una mejor distribución de las ganancias. 
Esta organización está integrada por nueve organizaciones zonales de segundo grado, las cuales por su parte reúnen sesenta comunidades de base. El MCC lleva a cabo su actividad organizativa en las zonas este, oeste y norte de la provincia de Córdoba.
El Movimiento Campesino de Córdoba integra el Movimiento Nacional Campesino Indígena (MNCI).
Posee una marca colectiva llamada "Monte Adentro", que comercializa productos provenientes de la agricultura familiar, tanto de integrantes del Movimiento, como de otras provincias argentinas.